# Gazda-Lenker

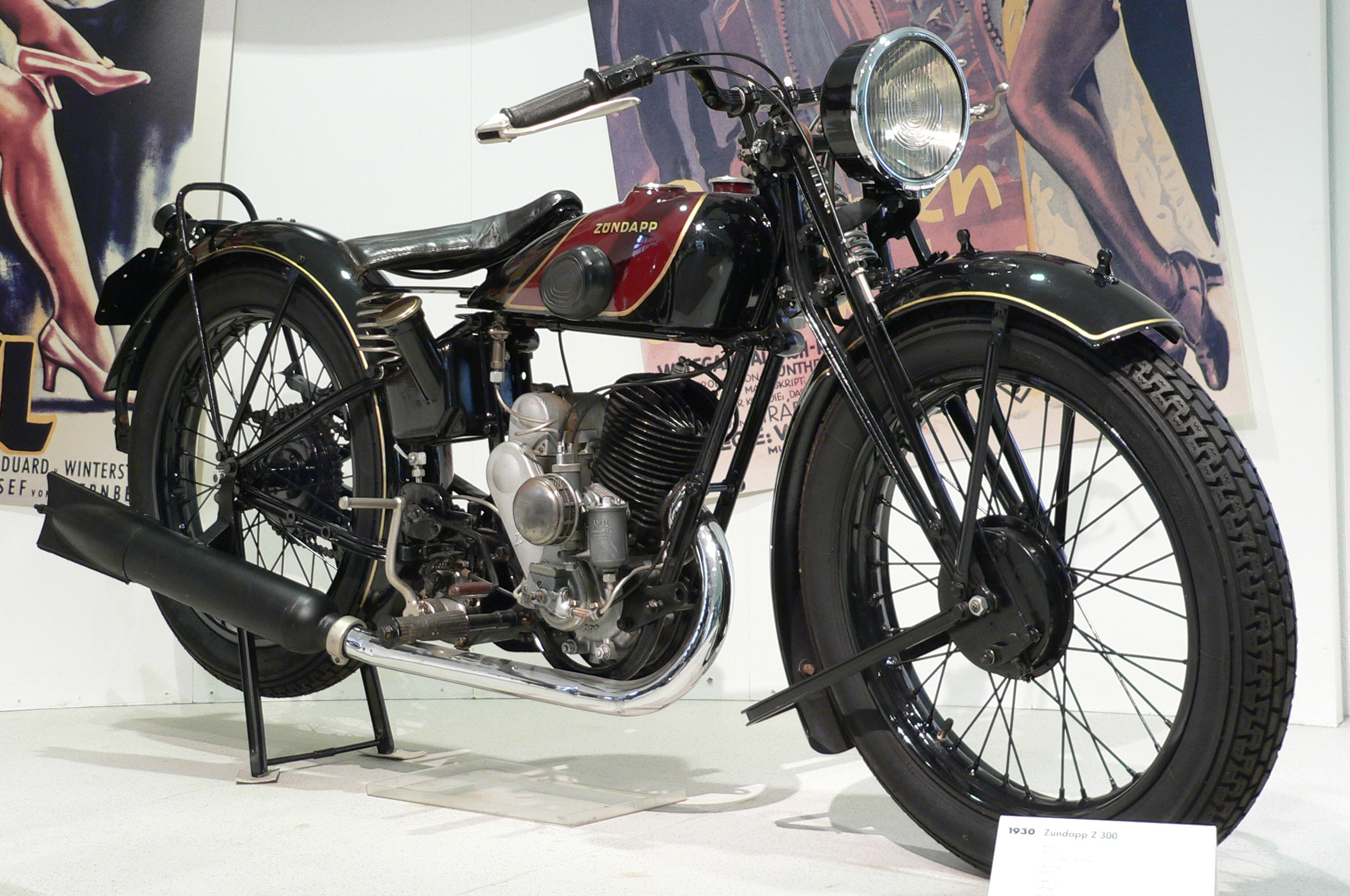
Zuendapp Z300 mit Gazda-Lenker

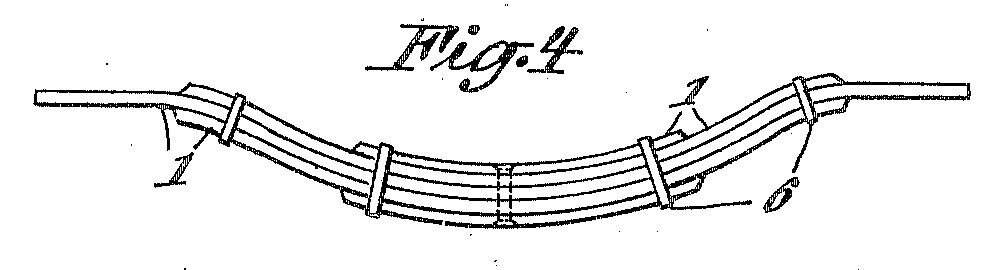
Zeichnung aus US Patent US1719007

In den 1920er-Jahren wurde der Gazda-Lenker für Motorräder hergestellt. Dies war ein nach seinem Erfinder benannter Motorradlenker, der anstelle eines steifen Rohres aus einem Paket feiner Blattfedern bestand. Dadurch sollten Vibrationen und Stöße durch Fahrbahnunebenheiten von den Händen des Fahrers ferngehalten werden. Die damals üblichen Vorderradfederung mittels Druidgabel oder Tiger-Federgabel konnten bei schlechten Straßenverhältnissen die Stöße nur unzureichend ausgleichen.